# Аеродром Пукет
Међународни аеродром Пукет (IATA: HKT, ICAO: VTSP) (тај. ท่าอากาศยานนานาชาติภูเก็ต) је међународни аеродром која се налази у Пукету, на Тајланду.
Други је најкоришћенији аеродром у Тајланду после Аеродрома Суварнабуми у Бангкоку. Аеродром се налази на северном делу Острва Пукет.

## Инциденти и несреће
- 16. септембар 2007. - Уан-Ту-Го лет 269 авион Макдонел Даглас МД-82 срушио се приликом слетања на Аеродром Пукет. Од 123 путника и 7 чланова посаде је погинуло 87, а осталих 42 су били теже или лакше повређени.
- 20. децембар 2012. - Ер Берлинов Ербас А330-200, регистрационе ознаке D-ABXA, је морао да слети на аеродром убрзо након полетања, када се (леви) мотор број 1 запалио. Ни један путник није био повређен, иако су при слетању три гуме пукле.[1]